# Гончаренко Дмитро Валерійович
Дмитро́ Вале́рійович Гончаре́нко (14 жовтня 1986, Васильків, Київська область — 13 липня 2014?, Сєвєродонецьк, Луганська область) — громадський діяч, волонтер, учасник Революції Гідності. Герой України (2019).

## Біографія
Народився 14 жовтня 1986 року у місті Васильків Київської області в родині військовослужбовця. Закінчив Васильківську загальноосвітню школу № 3 (нині — Васильківський академічний ліцей «Успіх»). Навчався в Національному університеті державної податкової служби України в м. Ірпінь. Проходив строкову службу у спецпідрозділі МВС «Барс». Після демобілізації займався приватною підприємницькою діяльністю.
Брав активну участь у Євромайдані, був другом і соратником Михайла Гаврилюка — козака Гаврилюка.
З початком російсько-української війни заснував громадську організацію «Васильківська самооборона „Відсіч“», став одним з ідеологів ГО «Козацька звитяга», ініціював створення «Козацького батальйону». Був одним з перших волонтерів м. Василькова.
10 липня 2014 року разом з трьома активістами «Відсічі» (серед яких був Сергій Бірюков та ін.) і Михайлом Гаврилюком доправляв волонтерську гуманітарну допомогу у зону бойових дій. Це була його перша волонтерська поїздка у зону бойових дій. Обставини так склалися, що волонтери опинилися у м. Сєвєродонецьк, який на той час контролювався проросійськими бойовиками. Вони заховали свій мікроавтобус, вирішили розосередитись і виходити поодинці різними шляхами та способами, в тому числі і за допомогою місцевих проукраїнських активістів. Дмитро був захоплений патрулем бойовиків орієнтовно близько 10-ї години ранку на автовокзалі Сєвєродонецька. Востаннє голос Дмитра чула його дружина, коли їй з телефону Дмитра зателефонував колишній співробітник МВС України, що перейшов на бік бойовиків, Андрій Мойсеєнко. Той повідомив, що Дмитра було заарештовано. Згодом надходила інформація, що бойовики обіцяли розстріляти Дмитра в суботу, 12 липня. У полоні Дмитро провів декілька днів, його жорстоко катували, вимагаючи надати інформацію про Михайла Гаврилюка, інших волонтерів і військових, про подробиці щодо формування нового батальйону, інформація про який була знайдена в його телефоні.
Дмитра розстріляли за декілька днів до звільнення Сєверодонецька. За одними даними, його тіло кинули у річку Сіверський Донець, за інформацією волонтера з Сєверодонецька Галини Вербицької, полонених, серед яких був і Дмитро, використав як живий щит бойовик Павло Корчагін під час втечі, і в районі села Павлоград Дмитра було убито.
22 липня 2014 року, під час наступу українських сил, проросійські сили, несучи втрати, відступили з Сєвєродонецька, а саме місто перейшло під повний контроль ЗСУ. Тіло Дмитра було знайдене в районі села Павлоград Сєвєродонецької міської ради, там і поховали як невідомого.
Протягом двох років після зникнення Дмитра були проведенні численні допити активістів «Васильківської самооборони», волонтерів, Михайла Гаврилюка. Здійснювалися спроби його відшукати і через спецслужби та громадські організації, які займаються пошуками та організацією обміну полонених. Кримінальні структури з окупованих територій неодноразово пробували отримати гроші з родичів Дмитра, однак не володіли жодною інформацією, що могла б підтвердити місце перебування Дмитра чи його тіла.
У жовтні 2017 року рештки були ексгумовані й проведене дослідження ДНК, яким і було підтверджено, що це саме Дмитро. У квітні 2018 року була проведена повторна експертиза, яка також підтвердила його особу.
Перепохований 20 квітня 2018 року у м. Васильків Київської області.

## Сім'я
Залишились батьки, дружина та двоє дітей.

## Нагороди
- Звання Герой України з удостоєнням ордена «Золота Зірка» (9 травня 2019, посмертно) — за громадянську мужність та патріотизм, героїчне відстоювання конституційних засад демократії, прав і свобод людини, суверенітету та територіальної цілісності України, жертовне служіння Українському народові.[4][3]
- Орден «За мужність» III ст. (20 лютого 2019, посмертно) — за громадянську мужність, самовіддане відстоювання конституційних засад демократії, прав і свобод людини, виявлені під час Революції Гідності, плідну громадську та волонтерську діяльність.[5]
- Відзнака Президента України «За гуманітарну участь в антитерористичній операції» (посмертно)